# 都督府
都督府是中国历史上设置的军事或行政机构。

## 唐朝
唐朝沿袭了汉末魏晋南北朝的都督制，在都督的驻地设立都督府。北周、隋朝把都督改为总管，唐朝恢复都督的名称。都督府一般节制数州的军政，但是唐朝实行府兵制，军权集中在朝廷，地方都督几无实权。后来府兵败坏之后，军权多为持节的节度使或观察使所有。安史之乱后都督府撤销，都督成为荣誉官衔，宰相出征的加衔。唐朝在羁縻地区也设立都督府，一般以一个国家政权或者民族部落为一个都督府，以国王、酋长或地方首领担任都督，如波斯都督府。

## 元明
元文宗天历二年（1329年），始立钦察亲军都督府，后改大都督府。韩宋龙凤七年（1361年），吴国公朱元璋改改枢密院为大都督府。明太祖洪武十三年（1380年），大都督府改为五军都督府：中军都督府﹑左军都督府﹑右军都督府﹑前军都督府﹑后军都督府。

## 民国初年
辛亥革命后，各省设立都督府主管本省军政，如鄂军都督府、沪军都督府、云南军都督府等，后来改称督军府或省政府。

## 日本
日本在1906年到1919年于旅顺设立关东都督府。日本在1872年到1891年设立的近衛都督府即近卫师团的前身。